# Yuriy Serhiyenko
Yuriy Serhiyenko (né le 19 mars 1965) est un athlète ukrainien spécialiste du saut en hauteur.
Il se distingue durant la saison 1992 en remportant le concours de la hauteur de la Coupe du monde des nations d'athlétisme de La Havane, égalant avec 2,29 m la meilleure performance de sa carrière en plein air. Il devance sur ses terres le Cubain Javier Sotomayor. L'année suivante, Yuriy Serhiyenko se classe sixième des Championnats du monde en salle de Toronto.